# Академия художеств СССР
Акаде́мия худо́жеств СССР (сокр. АХ СССР) — историческая государственная академия наук, высшее научное учреждение Советского Союза, объединявшее деятелей изобразительного искусства.

## История
Императорская Академия художеств была ликвидирована декретом Совета народных комиссаров от 12 апреля 1918 года, однако в Петрограде продолжало действовать академическое Высшее художественное училище. Первоначально училище было переименовано в Свободную художественную школу, с октября 1918 года — в Петроградские государственные свободные художественные учебные мастерские. В 1922 году мастерские преобразованы в Высший художественно-технический институт (ВХУТЕИН).
В 1921–1931 годах в Москве действовала Государственная академия художественных наук.
Постановлением ВЦИК и СНК от 11 октября 1932 года «О создании Академии художеств» в Ленинграде было открыто высшее образовательное учреждение Всероссийская Академия художеств.
По постановлению Совета министров СССР от 5 августа 1947 года на основе Всероссийской академии художеств образована Академия художеств СССР с базой в Москве.
В России правопреемницей АХ СССР стала Российская академия художеств.

## Деятельность
В соответствии с Уставом, основная задача Академии — обеспечение неуклонного подъёма и развития советского изобразительного искусства во всех его формах на базе последовательного осуществления принципов социалистического реализма и дальнейшего развития лучших, прогрессивных традиций искусства народов СССР, и в частности русской реалистической школы.— «Академия художеств СССР»

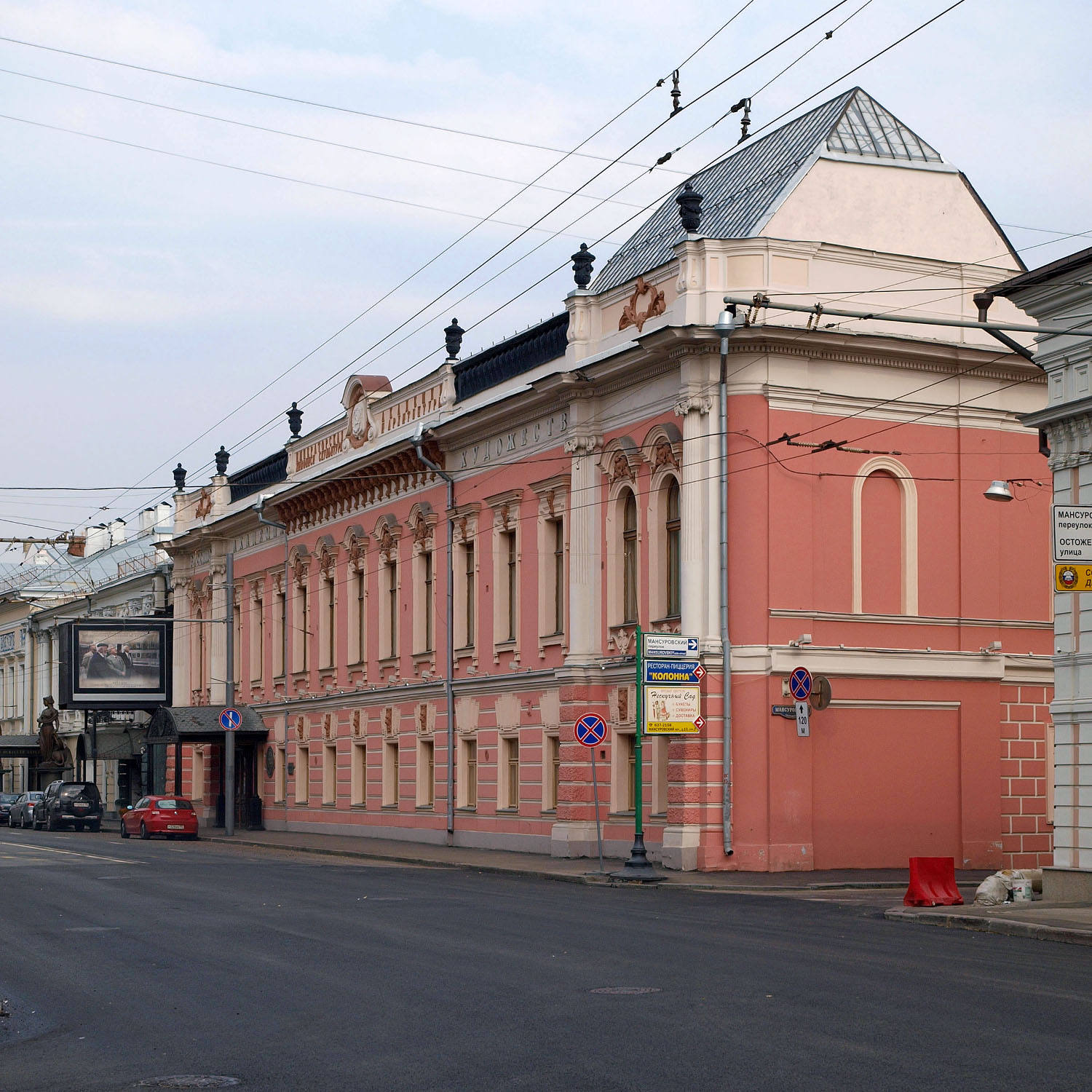
Здание Президиума Академии художеств СССР

Академия считалась правопреемницей классических традиций Императорской Академии художеств, и, вместе с тем, на советском этапе существования была призвана «содействовать творческому развитию принципов социалистического реализма». Противоречие между классической и партийной традициями разрешалось фактом, что реализм, лежащий в основе социалистического реализма, был заложен мастерами Императорской Академии, которые и в советское время почитались в качестве классиков.
В задачи Академии художеств входило методическое руководство художественным образованием в СССР, работа с молодыми художниками, организация художественных выставок в СССР и за рубежом. Издательство Академии художеств публиковало учебники и руководства. Академия привлекалась также к созданию художественных концепций парков и площадей. Суриковский и Репинский институты Академии художеств СССР были высшей ступенью последовательной системы художественного обучения (художественный кружок Дворца пионеров — детская вечерняя художественная школа — среднее художественное училище).
Важные вопросы решало Общее собрание действительных членов и членов-корреспондентов Академии — высший орган управления. В обычное время руководство осуществлял Президиум Академии во главе с президентом.
В 1976 году при Академии была создана молодёжная комиссия во главе с академиком Е. А. Кибриком.

## Президенты
- 1947—1957 — А. М. Герасимов
- 1957—1962 — Б. В. Иогансон
- 1962—1968 — В. А. Серов
- 1968—1982 — Н. В. Томский
- 1983—1991 — Б. С. Угаров
- 1991—1992 — Н. А. Пономарёв

## Состав
В Академию избирались деятели советского искусства. Деятели зарубежного искусства могли быть избраны почётными членами академии. На 1 июля 1969 года в академии состояло 39 действительных членов, 61 член-корреспондент, 10 почётных членов, впоследствии их число росло. На конец 1970-х в Академии состоял 61 действительный член и 95 членов-корреспондентов.
В состав Академии входили отделения живописи, архитектуры и монументального искусства, скульптуры, графики, декоративно-прикладного искусства.
В систему Академии входили:
- Научно-исследовательский институт теории и истории изобразительных искусств в Москве;
- Московский государственный академический художественный институт имени В. И. Сурикова со средней художественной школой;
- Институт живописи, скульптуры и архитектуры им. И. Е. Репина в Ленинграде со средней художественной школой;
- Сибирско-Дальневосточное отделение, ныне отделение «Урал, Сибирь, Дальний Восток», расположенное в Красноярске.
- Научно-исследовательский музей в Ленинграде с филиалами:
  - Музей-квартира И. И. Бродского в Ленинграде,
  - Музей-усадьба И. Е. Репина «Пенаты» в поселке Репино Ленинградской области;
- Мемориальный музей-мастерская Конёнкова в Москве;
- Научная библиотека, Научно-библиографический архив в Ленинграде;
- Творческие мастерские в Москве, Ленинграде, Киеве, Тбилиси, Баку, Минске, Казани, Риге, Фрунзе, Ташкенте;
- Производственные мастерские и лаборатории в Ленинграде.

## Награды
- Орден Ленина (1975) — «За большие заслуги в развитии советского изобразительного искусства и подготовку высококвалифицированных кадров художников».